# Trylogia Brentfordzka
Trylogia Brentfordzka – cykl ośmiu utworów brytyjskiego pisarza Roberta Rankina.
To humorystyczna kronika życia paru pijaczków w średnim wieku Jima Pooleya i Johna Omally'ego, którzy walczą z siłami ciemności w okolicach zachodniego Londynu, zazwyczaj przy pomocy dużych ilości piwa z ich ulubionego pubu, Latający Łabędź.

## Bohaterowie serii
- John Vincent Omally i Jim Pooley – Irlandczyk mieszkający w Brentford i jego najlepszy przyjaciel. Główne postaci serii.
- Neville – półetatowy barman, właściciel Latającego Łabędzia.
- Norman Hartnell – Brentfordzki sklepikarz i wynalazca różnych dziwacznych gadżetów.
- Stary Pete i Chips – staruszek w wieku niepotwierdzonym, („na oko” ponad sto, zawsze pojawia się w Latającym Łabędziu razem ze swoim kudłatym psem Chipsem.
- Profesor Slocombe – wiekowy, mądry naukowiec i czarodziej. Ma lokaja imieniu Gammon.
- Marchant – rower Johna Omally'ego, które antropomorficzne cechy mogą być odniesieniem do powieści Flann O’Briena – The Third Policeman.
- Soap Distant – ostatni z długiej linii Distantów, rodu którego członkowie spędzili swoje życie na poszukiwaniu mieszkańców wewnętrznej Ziemi. Pierwszy raz Soap pojawia się w powieści Antypapież jako zwykły człowiek. Powraca później jako mnich albinos po pięciu latach spędzonych "poniżej".
- Mały Dave – Karzeł listonosz.
- Hugo Artemis Solon Saturnicus Reginald Arthur Rune – mistyk, szarlatan i oszust sam o sobie mówi "najbardziej niesamowity człowiek, który kiedykolwiek żył" Ma akolitę o imieniu Rizla.
- Włochaty Dave i Zadżunglony John – dwaj bracia, lokalni budowniczowie, znani ze swych dzikich fryzur.
- Archroy – były pracownik fabryki gumy, obecnie mistrz sztuk walki.
- Jennifer Naylor – seksowna bibliotekarka, później członek rady miejskiej.
- Młody Mistrz Robert – syn właściciela browaru i zmora istnienia Neville'a.
- Leo Felix – biały rastafarian, kierowca ciężarówki holowniczej.

## Powieści serii
- Antypapież (1981) – W Brentford pojawia się papież Aleksander VI Borgia, Pooley i Omally muszą mu stawić czoło.
- Brentford Triangle (1982) – Pooley i Omally chronią Ziemię przed inwazją kosmitów.
- East of Ealing (1984) – Pooley i Omally są zmuszeni radzić sobie z próbą przejęcia Ziemi przez siły Szatana.
- The Sprouts of Wrath (1988) – niespodziewana decyzja o organizacji kolejnych igrzysk olimpijskich w Brentford grozi zakłóceniem spokoju życia Pooleya Omally'ego.
- The Brentford Chainstore Massacre (1997) – wraz z nadejściem do Brentford millenium, dr Steven Malone znajduje sposób na sklonowanie Jezusa z Całunu Turyńskiego, inspektor policji o imieniu Fred (który sprzedał duszę diabłu za władzę absolutną) drogą szantażu wymusza na Pooleyu zorganizowanie uroczystości, która ma mu dać władzę nad całym światem.
- Sex and Drugs and Sausage Rolls (2000) – Omally zakłada zespół rockowy, którego wokalista ma moc uzdrawiania chorych. Do miasta wraca Soap Distant i Mały Dave. Tymczasowo umiera Pooley.
- Knees Up Mother Earth (2004) – Wielka draka w Brentford. Deweloperzy planują zniszczyć Griffin Park, miejsce ukochanego boiska do piłki nożnej.

Siódma pozycja w Brentfordzkiej Trylogii, jest także drugą z Trylogii czarownic z Chiswick.
- The Brightonomicon (2005) – Hugo Rune i jego asystent Rizla próbują powstrzymać hrabiego Otto Blacka przed wynalezieniem chronowizji. W przeciwieństwie do innych książek z tej serii, akcja rozgrywa się w Brighton a Omally pojawia się tylko w ostatnim rozdziale. Okazuje się również, że Rizla (wszyscy akolici Rune nazywają się Rizla), to w rzeczywiście Pooley.
- Retromancer (2009) – sequel The Brightonomicon ponownie młody Jim Pooley wraz z Hugo Rune w kolejnej serii przygód, częściowo osadzone w Brentford. Książka ta stanowi również prequel Antypapieża i sprawia, że cała seria zatacza koło.

Powieści, w których pojawiają się Omally i Pooley a nie wchodzą w skład serii:
- They Came And Ate Us (Armageddon II: The B-Movie) (1991)
- The Most Amazing Man Who Ever Lived (1995) – Pooley i Omally oferują swoją pomoc Tuppe'owi gdy ten planuje uwolnić przyjaciela, Corneliusa Murphy'ego z więzienia.
- Nostradamus zjadł mi chomika (1996)
- Web Site Story (2002)

Chociaż książki teoretycznie tworzą serię, właściwie niewiele jest ciągłości pomiędzy kolejnymi powieściami. Wydarzenia opisane w jednej książce są zazwyczaj ignorowane w następujących tomach i bardzo rzadko wydarzenia z poprzedniej książki mają wpływ na kolejne.
Na przykład sklepikarz Norman Hartnell opuszczony przez swą żonę w późniejszych książkach znów z nią jest. Soap Distant pojawia się również w późniejszych książkach jako rezydent Brentford mimo uznania go za zmarłego.